# Ciánsav
A ciánsav, egy kémiai vegyület. Képlete HOCN. Színtelen, szúrós szagú, mérgező folyadék. Viszonylag erős sav, a sóit cianátoknak nevezik. Oldódik vízben, éterben és benzolban. Két tautomer alakja létezik, egyik a ciánsav, másik az izociánsav.

## Tautoméria
A ciánsavnak két tautomer alakja létezik, az egyik forma neve ciánsav, a másik neve izociánsav. A szabad ciánsav ennek a két tautomernek az egyensúlyi keveréke. Spektroszkópiai vizsgálatok szerint a ciánsav egyensúlyi elegyében az izociánsav-forma nagyobb mennyiségben található, mint a ciánsav-forma.

A ciánsav tautomériája

## Kémiai tulajdonságai
A ciánsav egy viszonylag erős, egybázisú sav (pKs-ének értéke 3,73). A sói a cianátok. Csak 0 °C körüli hőmérsékleten stabil, efölött könnyen gyűrűs trimerré, cianursavvá polimerizálódik. Magasabb hőmérsékleten a cianursav visszaalakul ciánsavvá. Vizes oldatban hidrolizál, a hidrolízis termékei az ammónia és a szénsav. Ezek egymással reakcióba lépnek, így ammónium-hidrogén-karbonát képződik.
{\displaystyle \mathrm {HOCN+2\ H_{2}O\rightarrow NH_{3}+H_{2}CO_{3}} }

## Előállítása
A ciánsav a trimerjéből, a cianursavból állítható elő szén-dioxid-áramban való hevítéssel. A cianursav a karbamid hirtelen hevítésével nyerhető.
A sói, a cianátok a cianidokból állíthatók elő oxidációval. Az oxidálószer ólom-dioxid (PbO2) vagy kálium-dikromát (K2Cr2O7) lehet. A cianátok laboratóriumban előállíthatók alkálifém-karbonátok karbamid jelenlétében végzett hevítésével.